# サンザシ
サンザシ（山査子、山樝子、山楂子、学名: Crataegus cuneata）は、バラ科サンザシ属の落葉低木。別名では、サモモともよばれる。中国中南部の原産。日本には江戸時代、八代将軍吉宗治世の1734年に中国から薬用の樹木として小石川御薬園に持ち込まれて、その後は庭木や盆栽として栽培されている。

## 名称
中国植物名は野山楂（やさんざ）。中国では、漢名を山樝（さんざ）としたので、音読して和名ができ「山査子」と書かれた。
英語名でホーソーン（Hawthorn）というが、ホーは垣根を意味する古い英語 haga に由来し、ソーンは棘を意味する。

## 特徴

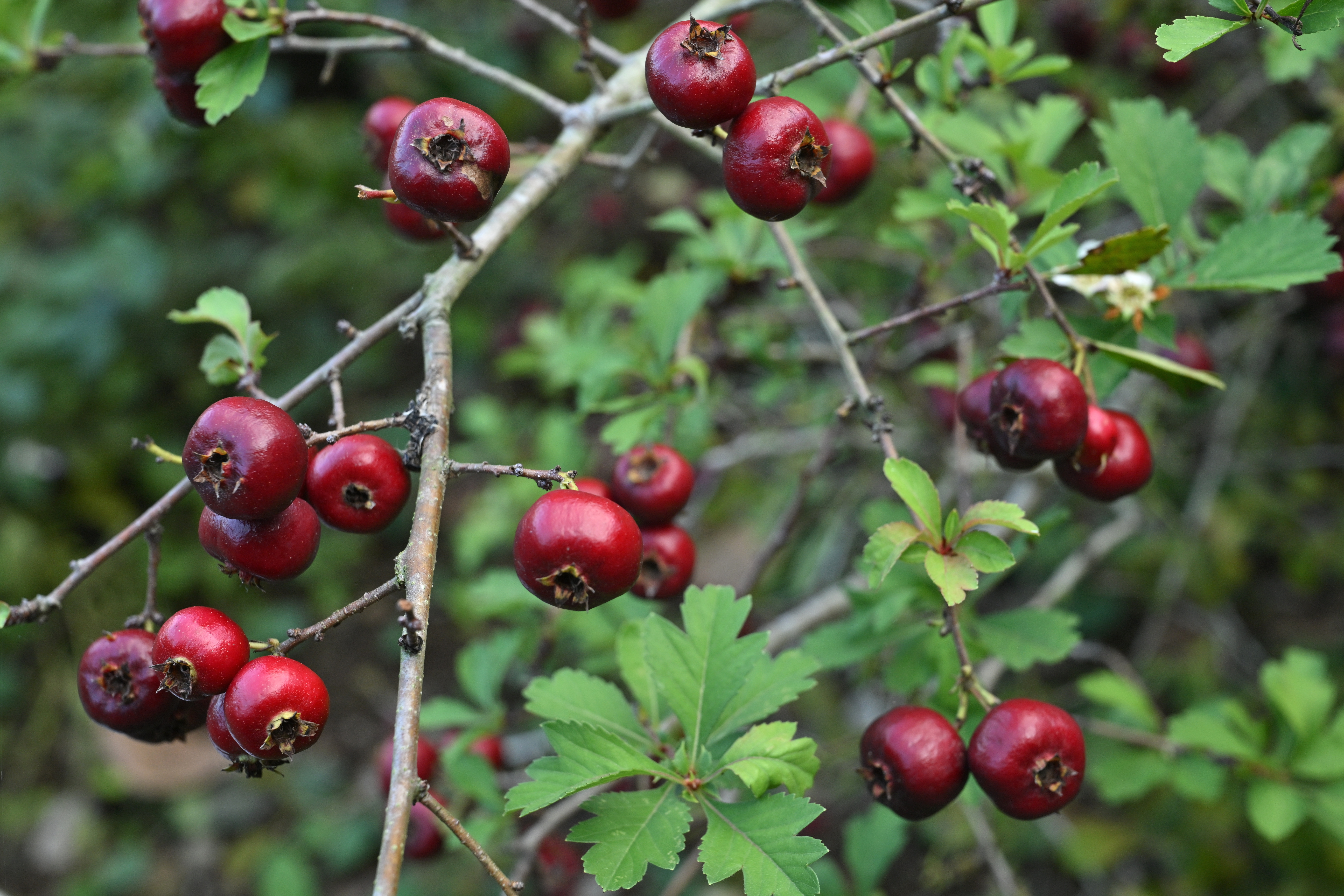
サンザシの偽果（筑波実験植物園）

落葉広葉樹の低木で、樹高は1.5 - 3メートル (m) になり、枝分かれをして、小枝には短枝が変形した長さ2 - 8ミリメートル (mm) の刺がある。葉は長さ3 - 8 mmの倒卵形で、基部は楔型、葉縁に粗い鋸歯があり、葉の上部は浅く3 - 5裂する。
花期は春（4 - 5月）、新葉と共に枝先に白い5花弁の花を咲かせる。花は、独特な爽快な甘い香りがする。果実は球形の偽果で、秋に黄色から赤色に熟して目立つ。果実の頂は窪んで萼が残存したまま熟し、特異な匂いで、酸味があって食用になる。
挿し木が難しく、カリンやサンザシの台木を使ったつぎ木苗が販売されている。増やす場合、家庭では種で増やす。なお、園芸品種は種から育てると親と同じ花は咲かない。また、八重咲きの品種は結実しない。
10月上旬から11月下旬に熟した果実を採取し、水で洗って果肉を完全に取り除き、種だけにする。種は、乾燥させると発芽能力がなくなるので、すぐに赤玉土小粒などにまいて、厚さ1cmほど覆土する。種をまいた容器は戸外に置き、乾かさないように管理すれば、春に発芽する。

## 利用

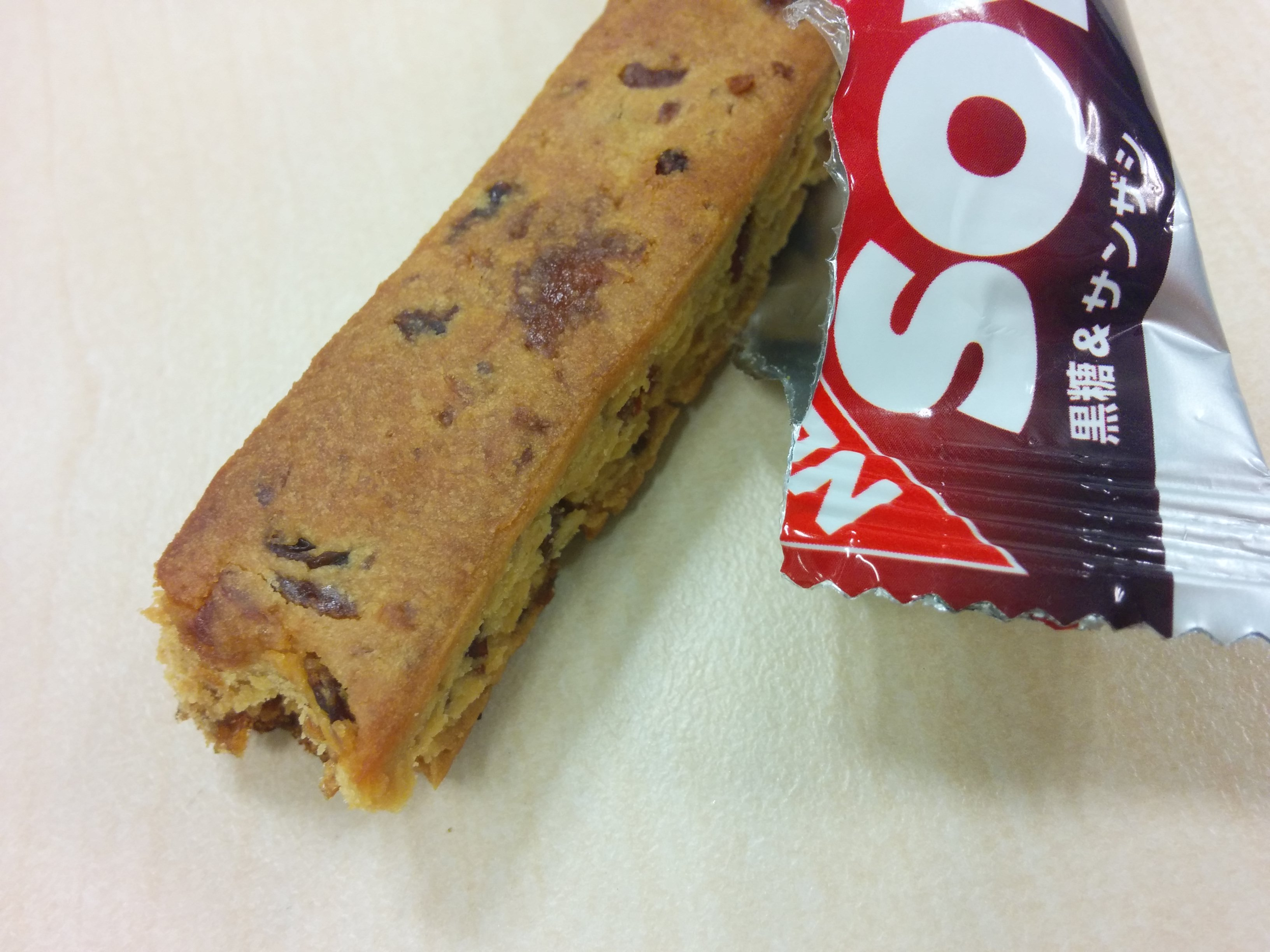
サンザシを含む菓子

庭木や盆栽として、花や果実が鑑賞されている。実生、挿し木、取り木などで繁殖できる。樹勢は強健で、寒地にも耐えるため栽培しやすい。
熟すると赤くなる果実は生薬になり、山査子（さんざし）とよばれる。果実酒、ドライフルーツなどの用途がある。果実が黄色に熟するものをキミノサンザシ (C. cuneata f. lutea) という。
果実（偽果）には、オレアノール酸。フラボノイドのクエルシトリン・クエルセチン、タンニンのクロロゲン酸を含むほか、豊富なビタミンCも含んでいる。オレアノール酸やクエルセチンは利尿作用があると言われている。果実の赤や黄色の色素はカロテン（プロビタミンA）によるもので、体内に入り消化されるとビタミンAに変化する。

### 生薬
サンザシや近縁のオオミサンザシ（C. pinnatifida）の干した果実は、生薬名で山査子/山楂子（さんざし）といい、健胃、整腸、消化吸収を助ける作用があると考えられている。秋（9 - 10月ころ）に完熟前の果実を採取して核を取り除き、天日で乾燥して作られる。漢方としては高血圧、健胃効果があるとされ、加味平胃散（かみへいいさん）、啓脾湯（けいひとう）などの漢方方剤に使われる。
民間では、食べ過ぎでも油ものや肉を消化してくれる薬草として用いられ、健胃、消化、軽い下痢に、山査子1日量5 - 8グラムを水200 - 600 ccでとろ火で半量に煎じ、1日に食間3回、温かいうちに服用する用法が知られている。二日酔いや食あたりに同様の煎じ汁を飲むのもよいと言われている。
近縁種のセイヨウサンザシ（C. oxyacantha）の果実や葉は、ヨーロッパではハーブとして心悸亢進、心筋衰弱などの心臓病に使われる。

### 飲用・調理用
果実は生食もできるが、完熟しても酸味が強く、そのままでは食べにくい。生の果実は、種子を取り除いて3倍量のホワイトリカーに付け込んで冷暗所に置き、果実酒にすることができる。味は甘酸っぱく、一部の中華料理店などでは、中国酒として提供されている。獣肉や魚肉を煮て調理する際に、サンザシ果実を数個入れて煮ると、肉が柔らかくなる。果実を輪切りにして日干しした山査子片を2 -3個ほどカップに入れて、砂糖や蜂蜜を加えて熱湯を注いで、酸味と芳香を楽しむ飲用の仕方もある。

### ドライフルーツ
果実を潰して、砂糖や寒天などと混ぜ、棒状に成形して乾燥させたものが多い。中国では、「山査子餅」（シャンジャーズビン）(Haw flakes)という円柱状に成形した後、薄くスライスして10円玉のような形状にしたものも多く、酢豚の様な料理に入れる場合もある。
ほかにも、果実をそのまま種子抜きして乾燥させ麦芽糖などでコーティングしたものもあり、この場合に限り含有成分から厚生省認可基準「ビタミンC含有栄養機能食品」にあたり表記ができる。

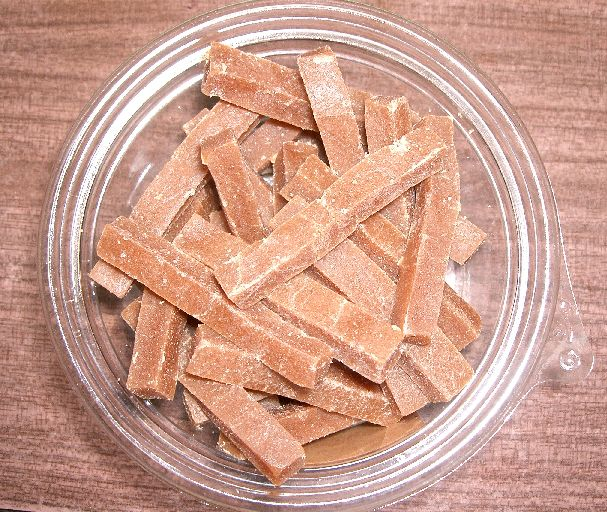
ドライフルーツ

### 菓子
中国では「山楂餅」のほか、「山楂糕」（シャンジャーガオ）という平たい羊羹状の菓子も作られている。中国ではこの菓子を酢豚の酸味付けに使うこともある。
また中国では全体に大きい種のオオサンザシを生食用に栽培していて、竹串などに刺して、糖蜜や蜂蜜、飴をかけた「冰糖葫芦」（ビンタンフール）という、りんご飴の様な駄菓子も街角で売られている。

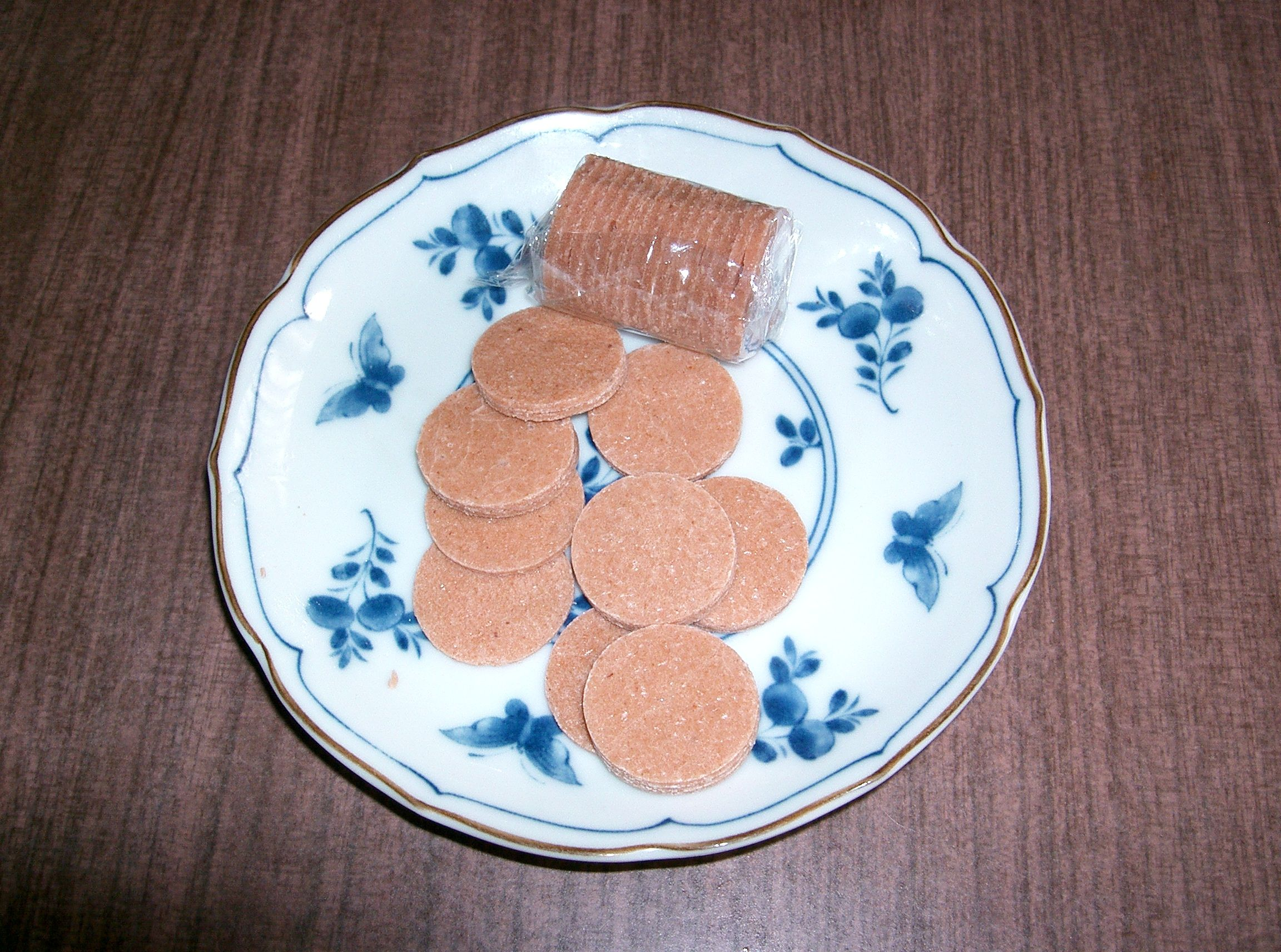
山査子餅

## サンザシをテーマにした作品
- 清岡卓行『随筆集 サンザシの実』
- サンザシの樹の下で
- 石川さゆりX岸田繁『山査子』